# Araceli Niño López
Araceli Niño López (Cintalapa, Siglo XXI) es una política mexicana miembro del Partido Acción Nacional (PAN). Médica de profesión, se desempeñó en la XIV Legislatura del Congreso de Baja California Sur de 2015 a 2018.

## Biografía

### Primeros años
Nacida en Cintalapa, Chiapas, estudió medicina en la Universidad Nacional Autónoma de México (UNAM), graduándose en 1974.

### Carrera
Terminado sus estudios se mudó a Baja California Sur donde ejerció médica en Comondú, y fue miembro activo de la comunidad, desempeñándose como presidenta de la Cruz Roja Mexicana. En 2012 fue nominada a la medalla “María Dionisia Villarino Espinoza” por su labor social con las mujeres en el estado.
Comenzó su carrera política en el gobierno local, desempeñándose como regidora y directora de seguridad pública del Municipio de Comondú. En las elecciones de 2015 obtuvo un escaño en representación del distrito 10 de la XIV Legislatura del Congreso de Baja California Sur, donde se desempeñó como titular de la Comisión de la Salud, la Familia y la Asistencia Pública. En marzo de 2018 solicitó y se le concedió una liberación temporal de sus funciones para comenzar a hacer campaña para otro cargo durante las elecciones de 2018. Se postuló como candidata a presidenta municipal de Comondú, perdiendo ante José Walter Valenzuela Acosta.

### Vida personal
Durante su estadía en la UNAM conoció al estudiante de veterinaria, Marco Antonio Chavira Martínez, con quien contrajo nupcias y se mudó con él a su natal Baja California Sur en 1978. Ambos tiienen dos hijos.